# (823) Sisigambis
(823) Sisigambis – planetoida z pasa głównego asteroid.

## Odkrycie
Została odkryta 31 marca 1916 roku w Landessternwarte Heidelberg-Königstuhl w Heidelbergu przez Maxa Wolfa. Nazwa pochodzi od Sysygambis, matki Dariusza III. Przed jej nadaniem planetoida nosiła oznaczenie tymczasowe (823) 1916 ZG.

## Orbita
(823) Sisigambis okrąża Słońce w ciągu 3 lat i 114 dni w średniej odległości 2,22 au. Planetoida należy do rodziny planetoidy Flora nazywanej też czasem rodziną Ariadne.